# Volksabstimmungen in der Schweiz 1905
Dieser Artikel bietet eine Übersicht der Volksabstimmungen in der Schweiz im Jahr 1905.
In der Schweiz fand auf Bundesebene eine Volksabstimmung statt, im Rahmen eines Urnengangs am 19. März. Dabei handelte es sich um ein obligatorisches Referendum.

## Abstimmung am 19. März 1905

### Ergebnis
| Nr. | Vorlage                                                                                                | Art | Stimm- berechtigte | Abgegebene Stimmen | Beteiligung | Gültige Stimmen | Ja      | Nein    | Ja-Anteil | Nein-Anteil | Stände | Ergebnis |
| --- | --- | --- | ------------------ | ------------------ | ----------- | --------------- | ------- | ------- | --------- | ----------- | ------ | -------- |
| 64  | Bundesbeschluss betreffend Revision des Art. 64 der Bundesverfassung (Ausdehnung des Erfinderschutzes) | OR  | 776'394            | 310'905            | 40,04 %     | 283'122         | 199'187 | 083'935 | 70,35 %   | 29,65 %     | 21½:½  | ja       |

### Ausdehnung des Erfinderschutzes
1887 war es nach mehreren gescheiterten Versuchen gelungen, den Schutz des geistigen Eigentums in der Bundesverfassung zu verankern. Doch der damals notwendige Kompromiss, die chemische Industrie vom Patentrecht auszunehmen, war 15 Jahre später nach Ansicht des Bundesrates bereits überholt. Er hielt den Patentschutz für ungenügend und war überzeugt, dass auch eine passende Form für chemische Patente gefunden werden könne. Problematisch war insbesondere die erforderliche Darstellbarkeit einer Erfindung durch ein Modell, was die Patentierung chemischer Verfahren faktisch ausschloss. Nachdem die Wirtschaftsverbände positiv reagierten, schlug der Bundesrat eine entsprechende Anpassung von Artikel 64 vor. Beide Kammern des Parlaments genehmigten die Vorlage ohne Gegenstimme. Der Abstimmungskampf verlief flau, denn es gab keine ernstzunehmende Opposition. Überaus deutlich schaffte die Vorlage bei tiefer Stimmbeteiligung das erforderliche Volks- und Ständemehr, einzig der Kanton Appenzell Innerrhoden lehnte ab.